# Terrateig
Terrateig – gmina w Hiszpanii, w prowincji Walencja, we wspólnocie autonomicznej Walencja, o powierzchni 6,32 km². W 2011 roku liczyła 316 mieszkańców.